# Liste der Kulturdenkmäler in Filz (Eifel)
In der Liste der Kulturdenkmäler in Filz sind alle Kulturdenkmäler der rheinland-pfälzischen Ortsgemeinde Filz aufgeführt. Grundlage ist die Denkmalliste des Landes Rheinland-Pfalz (Stand: 21. September 2023).

## Einzeldenkmäler
| Bezeichnung                                         | Lage                | Baujahr | Beschreibung                                   | Bild                           |
| --------------------------------------------------- | ------------------- | ------- | ---------------------------------------------- | ------------------------------ |
| Katholische Filialkirche St. Katharina und Nikolaus | Hauptstraße 25 Lage | um 1730 | Saalbau, um 1730                               | weitere Bilder Fotos hochladen |
| Hofanlage                                           | Ringstraße 18 Lage  | 1849    | Hofanlage; Krüppelwalmdachbau, bezeichnet 1849 | BW                             |